# James Rainwater
Leo James Rainwater (Council, 9 dicembre 1917 – Yonkers, 31 maggio 1986) è stato un fisico statunitense.
Ha condiviso il Premio Nobel per la fisica nel 1975 per la sua parte nel determinare la forma asimmetrica dei nuclei atomici.

## Biografia
Rainwater è nato il 9 dicembre 1917 a Council, trasferitosi poi a Hanford dopo la morte di suo padre per la grande epidemia influenzale del 1918. Ha conseguito la laurea alla California Institute of Technology nel 1939 con la specializzazione in fisica, per poi ottenere un dottorato in filosofia presso la Columbia University nel 1946.
Durante la seconda guerra mondiale ha lavorato al progetto della bomba atomica. Nel 1949 ha contribuito allo sviluppo fondamentale della teoria sul momento quadrupolare riguardante l'asfericità dei nuclei atomici. La sua teoria è stata poi confermata dagli ulteriori sviluppi di Aage Niels Bohr e Ben Roy Mottelson. Rainwater ha contribuito anche alla comprensione scientifica sui raggi X e ha partecipato alla Commissione sull'energia atomica e a progetti di ricerca navale. Si è unito alla facoltà di fisica presso la Columbia nel 1946, dove ha raggiunto il grado di professore ordinario nel 1952. È stato nominato Professore Pupin di Fisica nel 1982. Ha inoltre ricevuto l'Ernest Orlando Lawrence Award per la fisica nel 1963. Rainwater è morto il 31 maggio 1986 a Yonkers.